# Корсунський (селище)
Ко́рсунський (рос. Корсунский) — селище у складі Домбаровського району Оренбурзької області, Росія.
Стара назва — Корсуньський.

## Населення
Населення — 211 осіб (2010; 254 у 2002).
Національний склад (станом на 2002 рік):
- казахи — 95 %